# 皎然
皎然（730年—799年），俗姓謝，字清昼，吴兴郡（今浙江省湖州市）人，祖籍陈郡阳夏县（今河南省周口市太康县），刘宋康乐县公谢灵运十世孙，唐朝僧人、詩人。好飲茶，自稱“三飲得道”。

## 生平
早年多次應進士舉不第，中年以後隱居家鄉杼山妙喜寺（今湖州妙西）修行佛法，與陆羽有交往。唐德宗貞元年間，宮中的高僧所編的文集中，就從他的作品採錄了十卷，其文被稱作文章雋麗。又參與顏真卿《韻海鏡源》之編纂，韋應物也很讚賞他。
後遷到廬山西林寺去住，又編寫出《詩式》五巻（是否皎然所作存在争议）、《詩論》。另著有《皎然集》（《杼山集》）十卷《詩議》、《詩評》等。

## 著名詩句
- 七絕·塞下曲

寒塞無因見落梅，胡人吹入笛聲來。

勞勞亭上春應度，夜夜城南戰未回。